# Akademickie Radio Luz
Akademickie Radio LUZ – stacja radiowa Politechniki Wrocławskiej nadająca na częstotliwości 91,6 MHz. Zasięgiem obejmuje Wrocław i okoliczne miejscowości. Radia można również słuchać przez Internet. Rozgłośnia wysyła sygnał RDS.
Uczelnia w całości finansuje stację, stąd brak reklam w czasie audycji. LUZ jest stacją niekomercyjną.
Rozgłośnia ma koncesję na nadawanie w FM od 2006 roku.
Podstawową grupą docelową radia są studenci z Wrocławia, ale rozgłośnia znajduje odbiorców również poza środowiskiem akademickim. Radio tworzą w większości wolontariusze, rekrutowani spośród studentów wszystkich wrocławskich uczelni. Do lipca 2015 roku jest to ponad sto osób. 14 listopada 2014 roku Kolegium Rektorów Uczelni Wrocławia, Opola i Zielonej Góry wyróżniło Akademickie Radio LUZ za szczególne działania w środowisku studenckim, między innymi za integrację środowiska akademickiego.
Dziennikarze zajmują się pracą w pięciu redakcjach: kulturalnej, newsroomie, popularnonaukowej, sportowej i muzycznej, sekcji wschodnioeuropejskiej oraz dwóch działach: Dziale Promocji oraz Dziale Realizacji Dźwięku. Ich przedstawiciele zajmują się tworzeniem formatu muzycznego, promocją radia, prowadzeniem audycji i ich realizacją.
Radio gra muzykę alternatywną: urban music, różne odmiany muzyki elektronicznej, a także rapu, popu i chill outu. Sztandarową audycją muzyczną są Ultradźwięki emitowane codziennie od poniedziałku do piątku między 18 i 20.
W roku akademickim audycje o tematach szczególnie ważnych dla studentów nadawane są od 7 rano. Stałym punktem ramówki jest też Pełna kultura, który przedstawia najświeższe informacje kulturalne ze świata i Wrocławia. 
Stałymi programami redakcji sportowej są "0-1 Do Przerwy" w każdą niedzielę od 20:00 do 22:00 oraz "Polska Kopana" w każdy wtorek od 17:00 do 18:00.
W Radiu LUZ działa także redakcja popularnonaukowa, odpowiedzialna za prowadzenie naukowej audycji "Na Synapsach" w każdą środę od 17:00 do 18:00 oraz w każdą sobotę (z wyjątkiem wakacyjnej ramówki) od 12:00 do 14:00. Sukcesami redakcji są nominacje do finałowych etapów konkursów: Popularyzator Nauki 2022 w kategorii 'media', organizowanym przez serwis 'Nauka w Polsce' oraz POP SCIENCE 2023 w kategorii "audycja radiowa lub podcast", organizowanym przez Śląski Festiwal Nauki Katowice. 

LUZ należy do grupy Polskie Rozgłośnie Akademickie.

## Historia
Akademickie Radio Luz jest kontynuatorem tradycji radiowej Studenckiego Studia Radiowego „FOSA 64”, Studenckiego Studia Radiowego „Iglica”, Studenckiego Studia Radiowego „Zgrzyt” i Akademickiego Radio Wrocław. Wszystkie te rozgłośnie działały w latach 1964–1990 i współfinansowane były przez Politechnikę Wrocławską.
14 czerwca 2006 roku Krajowa Rada Radiofonii i Telewizji podjęła uchwałę o przyznaniu Akademickiemu Radiu Luz koncesji na nadawanie programu na obszarze Wrocławia.
W listopadzie 2007 roku dziennikarka radia Katarzyna Nieciecka zdobyła pierwszą nagrodę w konkursie dla dziennikarzy mediów studenckich za reportaż „Pełnosprawny student”. Katarzyna Nieciecka została za ten reportaż nominowana do nagrody dziennikarskiej Grand Press.
Jako jedyna polska rozgłośnia studencka radio miało swych korespondentów w ogłaszającym niepodległość Kosowie w lutym 2007 roku; w sierpniu 2008 roku podczas wojny w Osetii Południowej w Gruzji oraz w Afganistanie w sierpniu 2010. Relacje nadawali: Łukasz Wieczorek (Kosowo) i Gabriel Zbylut (Gruzja, Afganistan).
2 czerwca 2008 roku Akademickie Radio Luz zmieniło częstotliwość z 91,3 MHz na 91,6 MHz.
Akademickie Radio LUZ jest organizatorem plebiscytu dla najsympatyczniejszego wykładowcy we Wrocławiu. Plebiscyt odbywa się co roku w czerwcu. Zwycięzcami zostali: w roku 2013 oraz 2014 dr inż. Adam Sieradzki, w roku 2015 mgr Janusz Bułat z Politechniki Wrocławskiej. W kolejnych latach zwycięzcami zostawali: prof. Jan Miodek (2016), dr inż. Jerzy Kotowski (2017), prof. dr hab. Jacek Cichoń (2018), prof. Jacek Mazurkiewicz (2019), dr inż. arch. Kajetan Sadowski, prof. dr hab. Dorota Zyśko, dr Paweł Błażej, dr Joanna Bajzert, dr Dominik Lewiński, dr hab. Dorota Moroń (2020),  prof. Izabella Uchmanowicz (2021), dr hab. inż. Grzegorz Świrniak (2022) i dr Michał Porwolik (2023).
Akademickie Radio LUZ pojawiło się wśród nominowanych do nagrody PRotony. W kwietniu 2015 roku reprezentacja Radia LUZ znalazła się na liście zgłoszonych specjalistów ds. komunikacji w kategorii osoba/zespół ds. komunikacji instytucji/administracji publicznej.

## Stałe pasma programu
Gra Wstępna (poniedziałek-piątek, 7.00-9.00) – poranne show z wiadomościami, informacjami o pogodzie i danymi na temat ruchu ulicznego we Wrocławiu.
Audiostarter (poniedziałek-piątek, 9.00-11.00) – przedpołudniowa audycja muzyczna z doniesieniami z koncertów i imprez oraz recenzjami najświeższych płyt.
Pełna Kultura (poniedziałek-piątek, 11.00-13.00) – program kulturalny – teatr, kino i opera. Recenzje i nowości ze świata sztuki.
Dzieje się (poniedziałek-piątek, 15.00-17:00) – magazyn popołudniowy, najważniejsze informacje dnia, ważne z punktu widzenia studenta, komentarze, przeglądy prasy i mediów internetowych.
Ultradźwięki (poniedziałek-piątek, 18.00-20.00) – audycja o nowościach muzycznych, koncertach i imprezach we Wrocławiu.